# Still in the Bassmint
Albums
Steppin' onto the Scene
(1990) soul Intent
(1995)

Still In the Bassmint est le troisième EP du groupe hip hop local américain Soul Intent, où Eminem y était membre. Sorti le 14 octobre 1992, l'EP contient deux jeux de pistes : The Soul Side et The Intent Side. Uniquement sorti en cassette, l'EP n'a jamais été commercialisé, et son contenu est devenu très rare.

## Liste des titres
The Soul Side
| 1.   | Unreallistically Graphic | 3:36 |
| 2.   | The Day It Dawned        | 5:28 |
| 9:04 |                          |      |

The Intent Side
| 1.    | One-Handed Juggler     | 3:14 |
| 2.    | Conceptual Corrections | 4:37 |
| 3.    | Soul Intent            | 4:06 |
| 11:57 |                        |      |

## Fuite des titres
Pendant l'été 2009, Chaos Kid  a créé une page MySpace avec les pistes 1, 2 et 4 disponibles en téléchargement gratuit. Ils ont, depuis, été retirés de MySpace, mais restent sur YouTube.
Il est également possible que la chanson démo "Crackers 'N Cheese" soit en fait "One-Handed Juggler", en rapport à un vers particulier. Dans "Crackers 'N Cheese" Eminem dit, "I look to the one-handed juggler and ask him this / Why does he insist upon stepping to an octopus ?"  Il n'y a aucune preuve concrète permettant de déterminer s'il s'agit du troisième titre de Still In the Bassmint.
La version live du titre "Soul Intent" peut être vue sur YouTube, souvent confondue avec "What's Your Intent?". Chaos Kid a confirmé le titre correct de la chanson dans une lettre où il écrit à Eminem, en citant les paroles. Actuellement, la piste reste inédite à l'exception de la version live.